# Barry Ditewig
Barry Ditewig (Veenendaal, 14 oktober 1977) is een Nederlands voormalig voetballer die als doelman speelde. In 2013 beëindigde Ditewig zijn profcarrière. Hij beëindigde in 2019 ook zijn amateurcarrière. Sinds 2020 speelt hij echter wel weer op amateurniveau, namelijk bij Old Forward.

## Loopbaan
Hij begon met voetballen bij VV VRC in zijn geboorteplaats Veenendaal. Op 17-jarige leeftijd debuteerde hij in het eerste elftal en stapte daarna over naar Feyenoord. Na één seizoen in Rotterdam zette hij zijn loopbaan voort bij de amateurs van DOVO waarmee hij kampioen werd. Vervolgens vertrok hij naar SC Heerenveen en speelde daarna twee seizoenen bij FC Emmen. Na zijn carrière in Drenthe zocht hij het nog wat noordelijker en was hij vijf jaar lang een vaste waarde bij BV Veendam. In 2009 kreeg hij echter te horen dat zijn contract niet werd verlengd. Hij belandde in het elftal van werkloze voetballers van de VVCS. Door zijn optredens in dit team wist hij een contract bij ADO Den Haag te verdienen, dat flink in de keepersproblemen zat. In 2010 ging hij naar Achilles '29 uit Groesbeek, waarmee hij in het eerste seizoen de tweede plaats bezette achter FC Oss in de Topklasse. Een seizoen later wisten de Witzwarten echter wel kampioen te worden, Ditewig miste slechts één wedstrijd in de competitie en speelde beide wedstrijden om het algemeen amateurkampioenschap tegen SV Spakenburg. Beide wedstrijden werden gewonnen zonder een tegendoelpunt (3-0 en 0-2). Ook in zijn derde seizoen met de Groesbekers wist Ditewig de Topklasse Zondag te winnen. Dit seizoen (2013-2014) speelt hij bij SV Spakenburg. In 2016 ging Ditewig voor MVV Alcides spelen. Vanaf het seizoen 2018/19 kwam hij uit voor ONS Sneek. In september 2019 beëindigde hij zijn loopbaan. In het seizoen 2020-2021 besloot hij echter toch weer te gaan spelen, voor vijfdeklasser Old Forward.
Naast het voetbal was Ditewig sportmasseur en studeerde hij fysiotherapie aan de Hogeschool Arnhem Nijmegen.

## Statistieken
| Seizoen | Club          | Competitie             | Wedstrijden | Doelpunten |
| ------- | ------------- | ---------------------- | ----------- | ---------- |
| 1998/99 | DOVO          | Zaterdag Hoofdklasse B | 26          | 0          |
| 1999/00 | sc Heerenveen | Eredivisie             | 5           | 0          |
| 2000/01 | sc Heerenveen | Eredivisie             | 0           | 0          |
| 2001/02 | sc Heerenveen | Eredivisie             | 2           | 0          |
| 2001/02 | FC Emmen      | Eerste Divisie         | 33          | 0          |
| 2003/04 | FC Emmen      | Eerste Divisie         | 32          | 0          |
| 2004/05 | SC Joure      | Zondag Hoofdklasse C   |             |            |
| 2004/05 | BV Veendam    | Eerste Divisie         | 18          | 0          |
| 2005/06 | BV Veendam    | Eerste Divisie         | 38          | 0          |
| 2006/07 | BV Veendam    | Eerste Divisie         | 37          | 0          |
| 2007/08 | BV Veendam    | Eerste Divisie         | 36          | 0          |
| 2008/09 | BV Veendam    | Eerste Divisie         | 28          | 0          |
| 2009/10 | ADO Den Haag  | Eredivisie             | 20          | 0          |
| 2010/11 | Achilles '29  | Topklasse Zondag       | 27          | 0          |
| 2011/12 | Achilles '29  | Topklasse Zondag       | 31          | 0          |
| 2012/13 | Achilles '29  | Topklasse Zondag       | 31          | 0          |
| 2013/14 | SV Spakenburg | Topklasse Zaterdag     | 33          | 0          |
| 2014/15 | SV Spakenburg | Topklasse Zaterdag     | 26          | 0          |
| 2015/16 | SV Spakenburg | Topklasse Zaterdag     | 28          | 0          |
| 2016/17 | MVV Alcides   | Zondag Hoofdklasse C   |             |            |
| 2017/18 | ONS Sneek     | Derde divisie          |             |            |
| 2018/19 | ONS Sneek     | Derde divisie          |             |            |
| 2019/20 | ONS Sneek     | Derde divisie          |             |            |

## Erelijst
- Nederlands amateurvoetbal#Afdelingskampioen Hoofdklasse B: 1999
- Algemeen amateurkampioenschap: 2012, 2014
- Topklasse Zondag: 2012, 2013
- Topklasse Zaterdag: 2014
- Districtsbeker Oost: 2011
- KNVB beker voor amateurs: 2011
- Super Cup amateurs: 2011, 2012